# رونچوبلو
رونچوبلو (به ایتالیایی: Roncobello) یک کومونه در ایتالیا است که در استان برگامو واقع شده‌است. رونچوبلو ۲۵٫۵ کیلومتر مربع مساحت و ۴۳۶ نفر جمعیت دارد و ۱٬۰۰۷ متر بالاتر از سطح دریا واقع شده‌است.